# Plebejus altaegidion
Plebejus altaegidion är en fjärilsart som beskrevs av Ruggero Verity 1931. Plebejus altaegidion ingår i släktet Plebejus och familjen juvelvingar. Inga underarter finns listade i Catalogue of Life.